# Mandozayi (huyện)
Mando Zayi là một huyện thuộc tỉnh Khowst, Afghanistan. Dân số thời điểm năm 1999 là 33,234 người.